# Neolissochilus blythii
Neolissochilus blythii är en fiskart som först beskrevs av Day, 1870.  Neolissochilus blythii ingår i släktet Neolissochilus och familjen karpfiskar. Inga underarter finns listade i Catalogue of Life.